# Suore francescane di San Giuseppe (Curitiba)
Le Suore Francescane di San Giuseppe (in tedesco Schwestern Franziskanerinnen vom Hl. Josef; sigla F.S.J.) sono un istituto religioso femminile di diritto pontificio.

## Storia
Le origini della congregazione risalgono a una comunità di pie donne che a Schweich si dedicavano alla cura di malati e poveri: desiderando abbracciare la vita religiosa, si rivolsero ad Alfonsa Kuborn, professa tra le suore francescane ospedaliere di Santa Elisabetta, che il 28 ottobre 1867 diede inizio alla nuova famiglia religiosa.
Il vescovo di Treviri approvò gli statuti della congregazione nel 1869; nel 1875, a causa del Kulturkampf, le suore trasferirono la loro sede principale nei Paesi Bassi, prima a Beek e poi nell'ex collegio gesuita di Valkenburg, e nel 1897 furono approvate dal vescovo di Roermond.
L'istituto è aggregato all'ordine dei frati minori dal 30 luglio 1906.

## Attività e diffusione
Le suore si dedicano all'insegnamento e all'assistenza ai malati, anche ai lebbrosi in terra di missione.
Oltre che in Germania e Paesi Bassi, sono presenti in Angola, Brasile, Honduras e Timor Est; la sede generalizia è a Curitiba.
Alla fine del 2015 l'istituto contava 261 religiose in 55 case.